# Hauya elegans
Hauya elegans är en dunörtsväxtart. Hauya elegans ingår i släktet Hauya och familjen dunörtsväxter.

## Underarter
Arten delas in i följande underarter:
- H. e. barcenae
- H. e. cornuta
- H. e. elegans
- H. e. lucida

## Bildgalleri

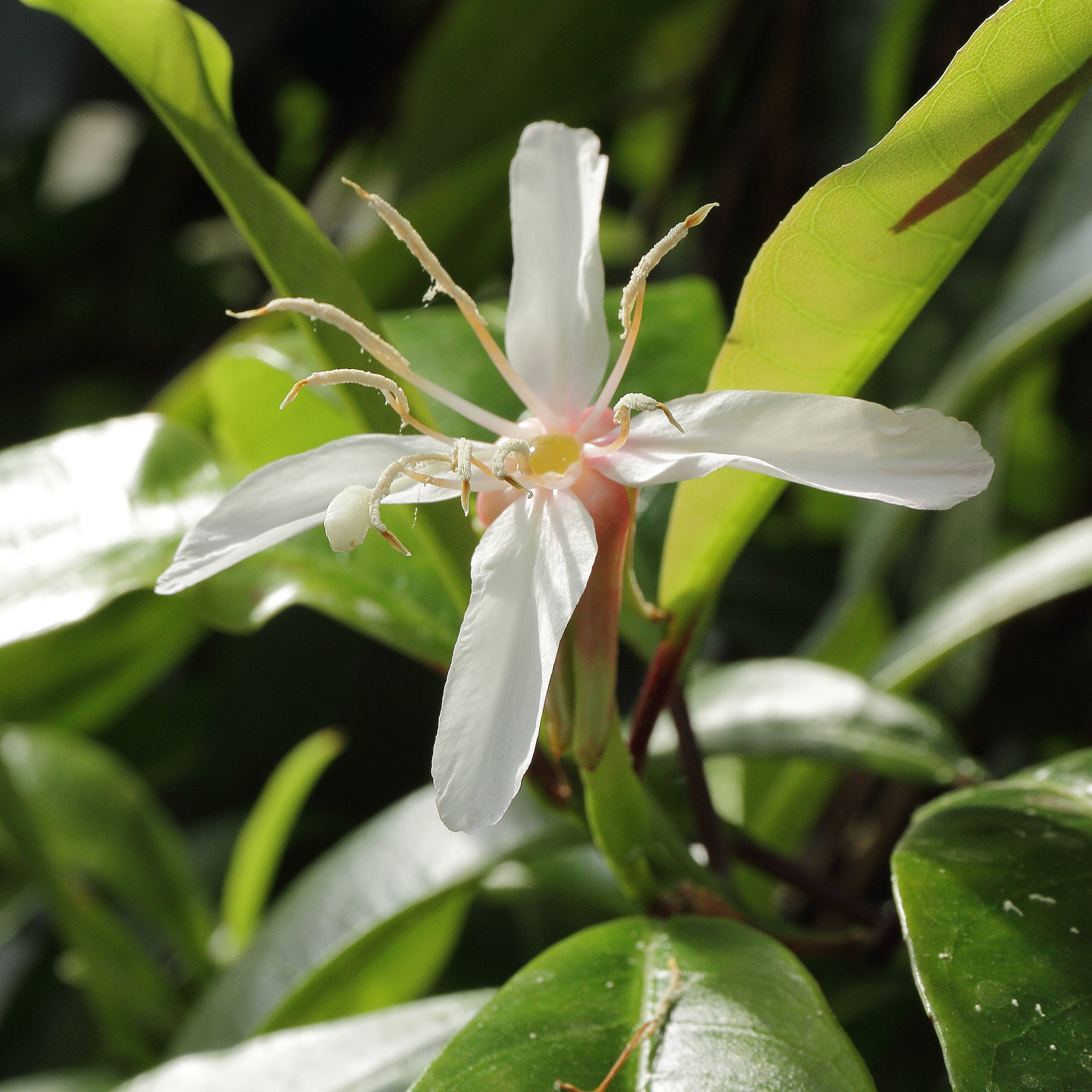
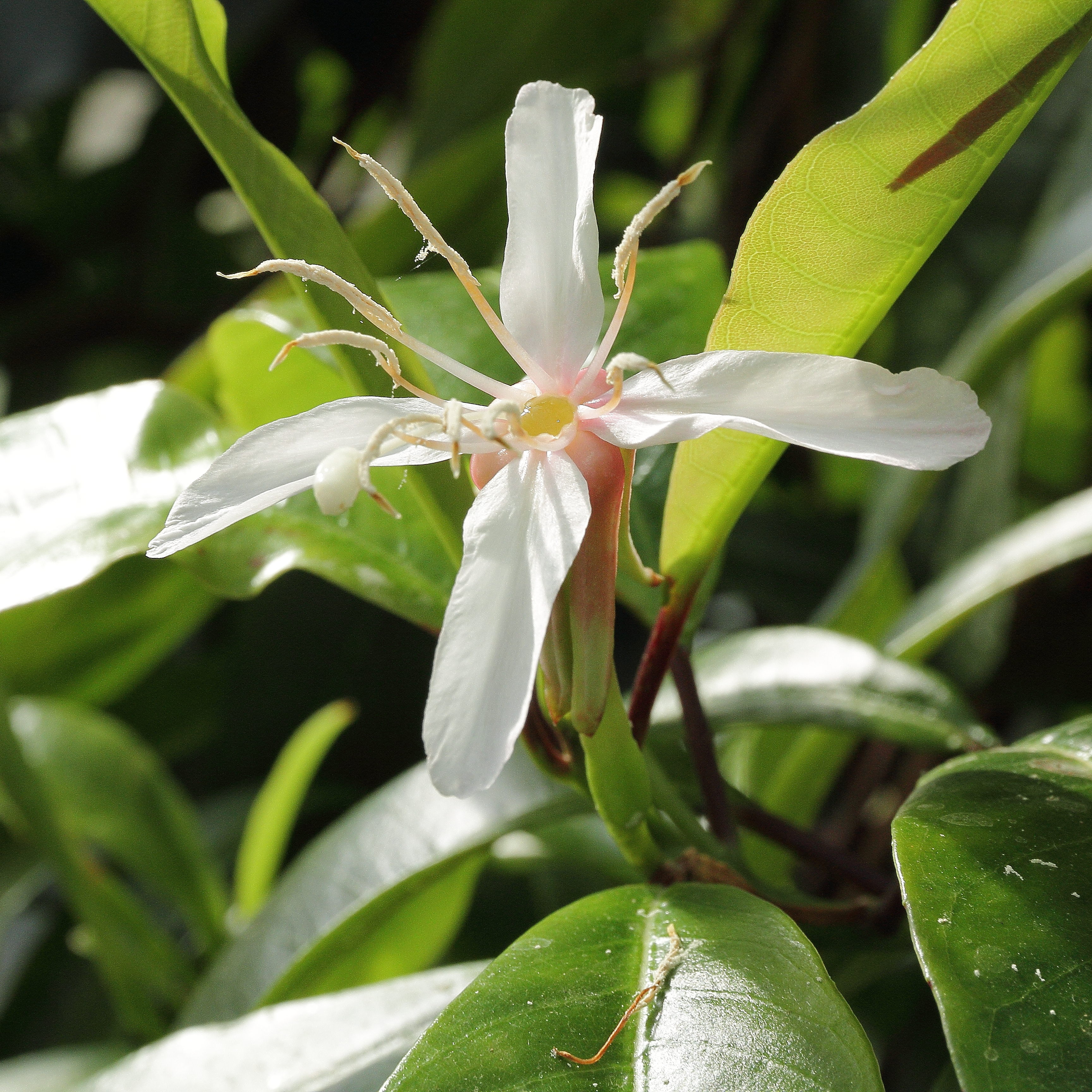
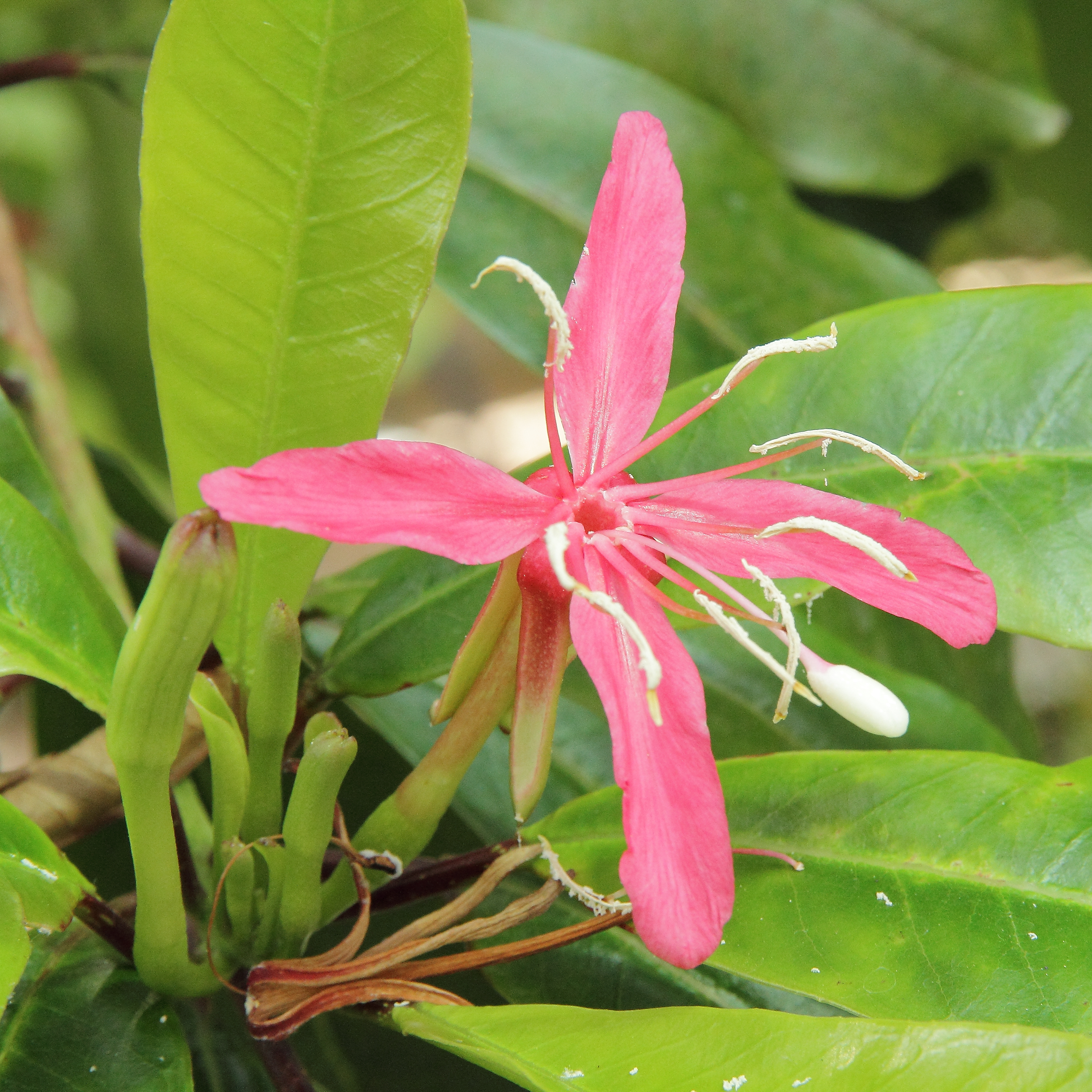
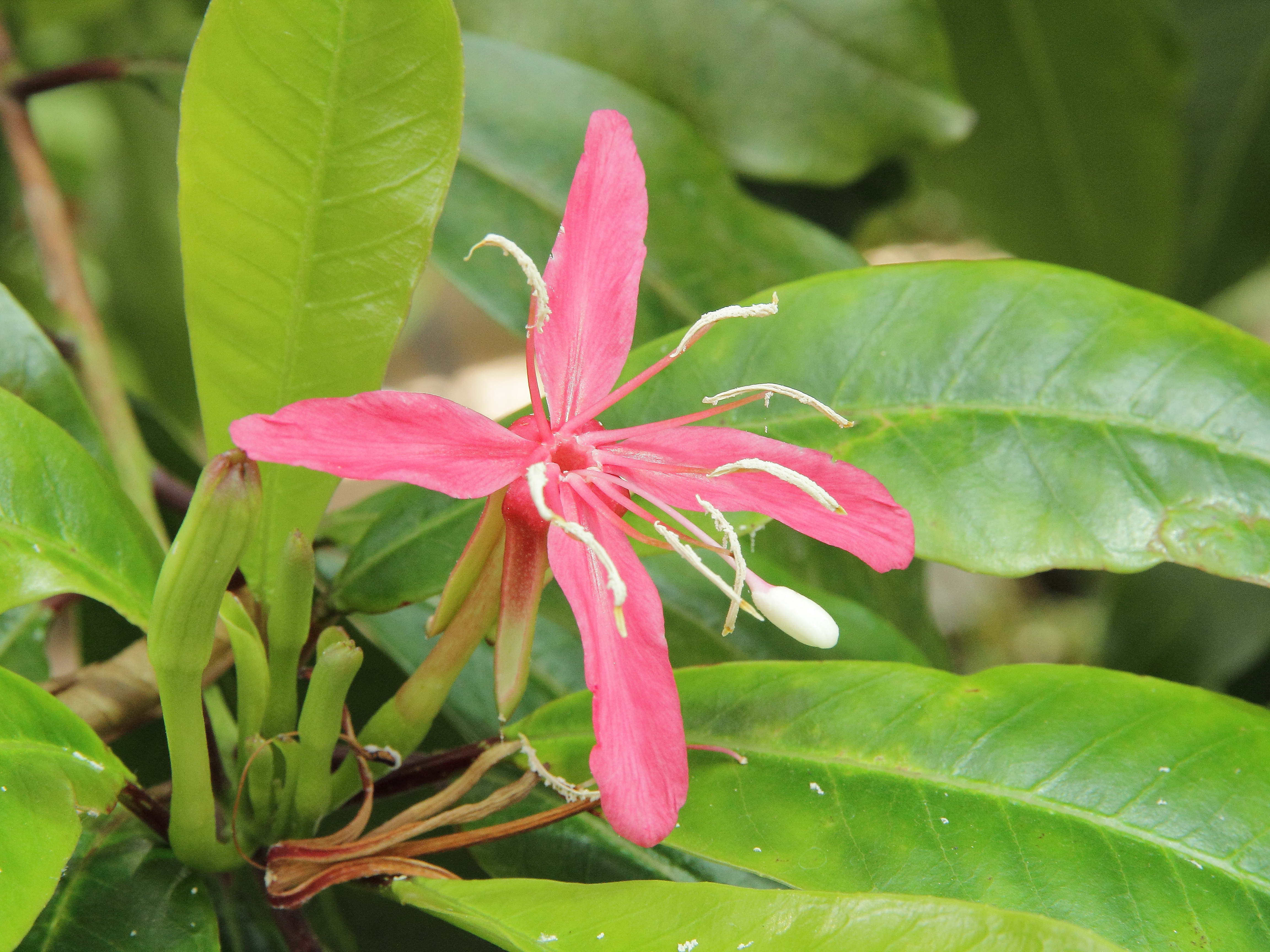
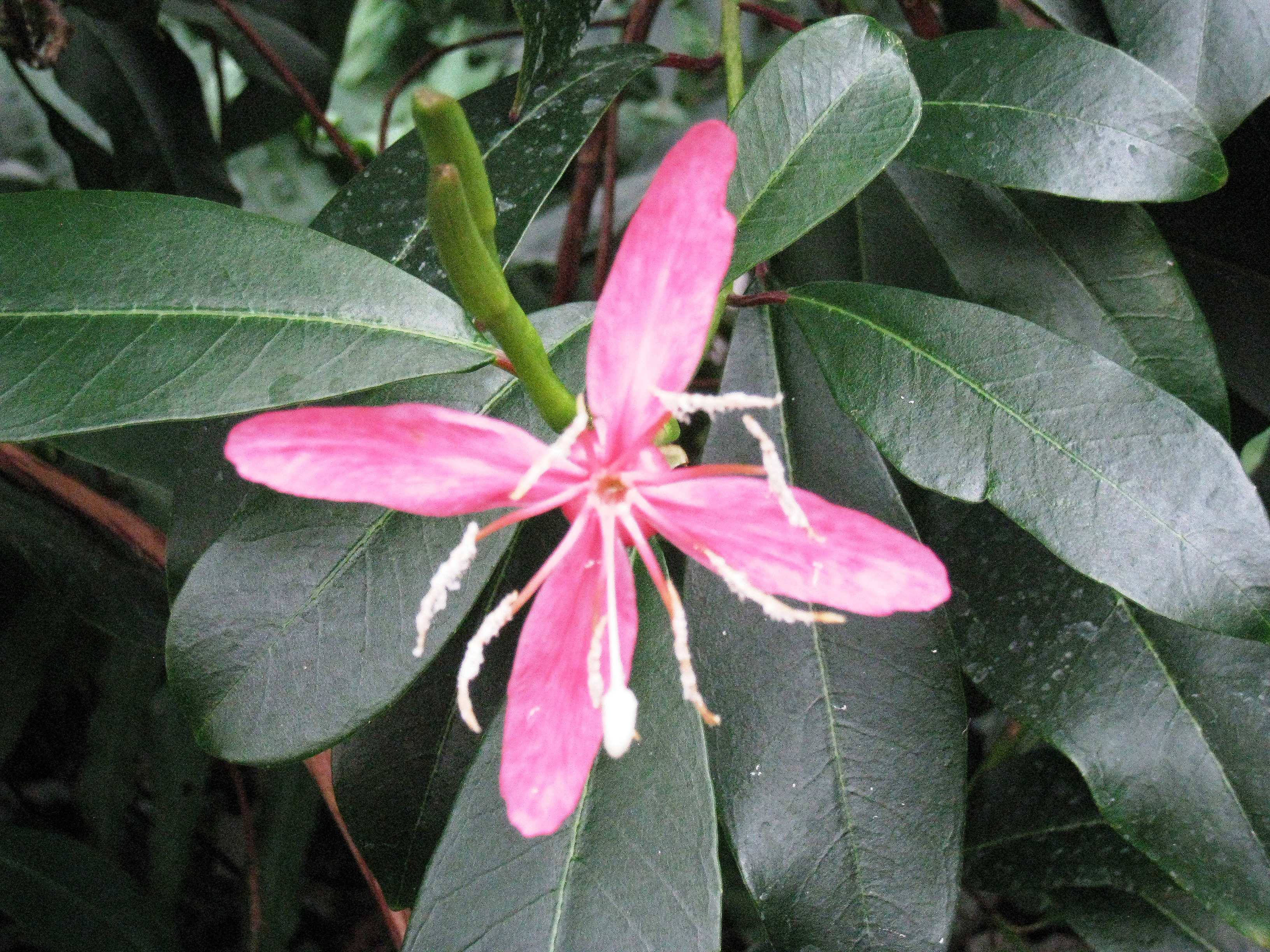
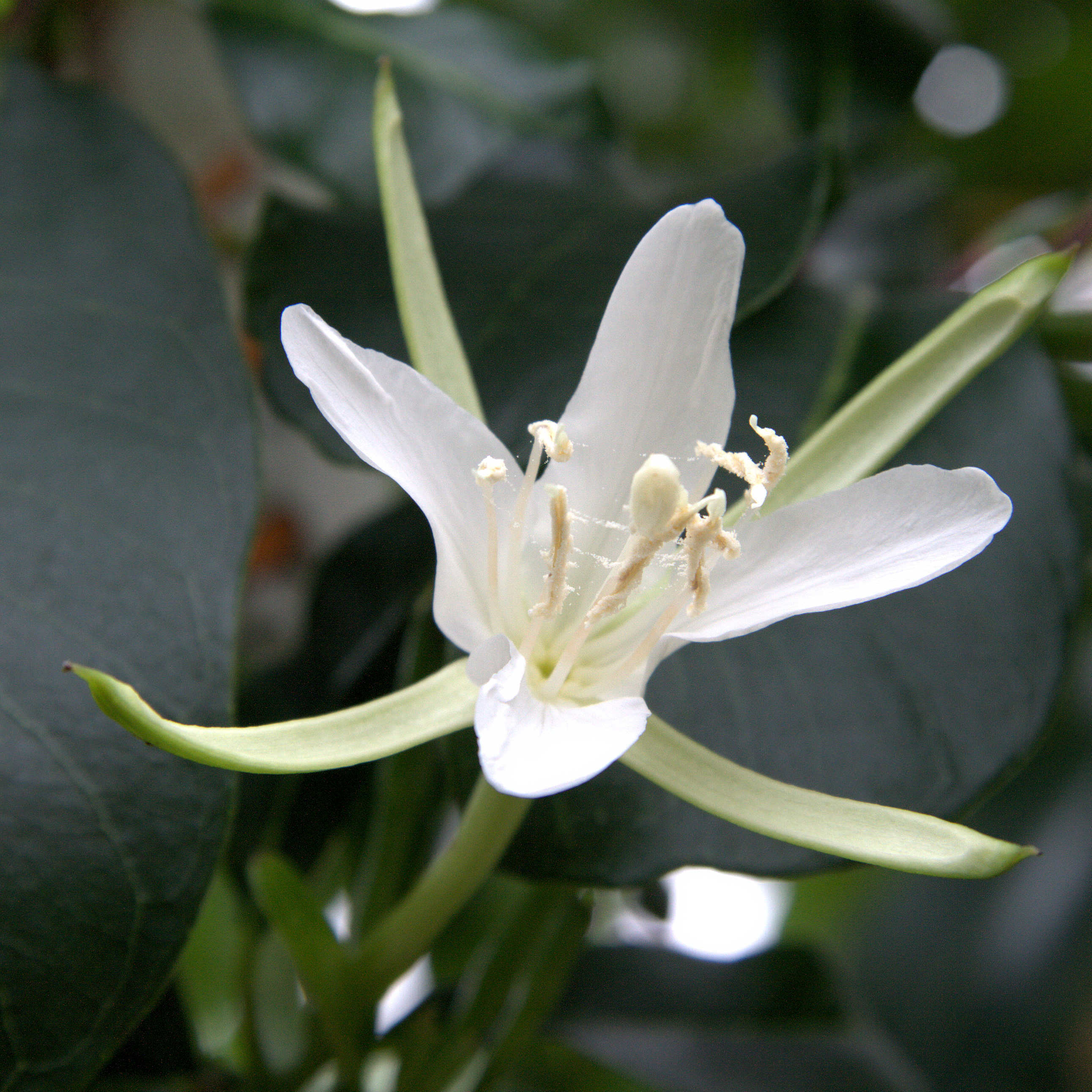